# SG Dynamo Erfurt
Maillots
Dernière mise à jour : 14 mars 2011.
Le SG Dynamo Erfurt fut un club sportif allemand localisé à Erfurt, en Thuringe. Il exista de 1948 à 1990

## Histoire
Le club fut créé en 1948, à Weimar, sous l’appellation de Sportgemeinschaft Deutsche Volkspolizei Weimar ou SG VP Weimar.
Son équipe de football accéda à la DDR-Liga en 1951. Elle y joua deux saisons puis fut reléguée en  Bezirksliga Erfurt à la fin de la saison 1952-1953
Le 27 mars 1953, fut créée la Sportvereinigung Dynamo qui regroupait la gestion et le contrôle de tous les clubs dépendant des forces de police. Le SG VP Weimar fut déménagé à Erfurt et après s’être brièvement appelé SG VP Erfurt devint la SG Dynamo Erfurt.
Le cercle fut vice-champion de la  Bezirksliga Erfurt en 1956 puis en remporta le titre en 1958. Cela lui permit de monter en II. DDR-Liga, une ligue créée au 3e niveau de la hiérarchie est-allemande et qui exista de 1955 à 1963.
Dynamo Erfurt redescendit après une saison et retrouva directement le titre de la  Bezirksliga Erfurt en 1960. La même saison, il atteignit les quarts de finale de la FDGB-Pokal. Il rejoua en II. DDR-Liga jusqu’à la dissolution de cette ligue à la fin du championnat 1962-1963.
Lors de la saison 1967-1968, le club fut renommé SG Dynamo Erfurt-Süd alors qu’il était relégué en Bezirksklasse (niveau 4).
Par la suite, le club ne dépassa jamais plus le 4e niveau de la Deutscher Fussball Verdand der DDR (DFV).
En 1990, lors de la réunification allemande, le club fut dissous. Plusieurs de ses sections fondèrent l’actuel Polizei SV Erfurt.

## Palmarès
- Champion de la  Bezirksliga Erfurt: 1958, 1960
- Vice-champion de la  Bezirksliga Erfurt: 1956

## Localisation

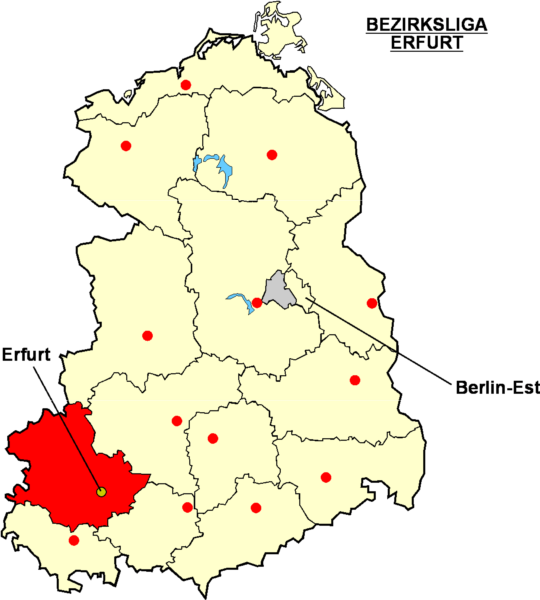
Localisation d’Erfurt dans la Bezirksliga Erfurt

## Joueur connu
- Siegfried Vollrath

## Sources et Liens externes
- Hardy Grüne: Vereinslexikon. Enzyklopädie des deutschen Ligafußballs. Band 7. AGON-Sportverlag, Kassel 2001,  (ISBN 3-89784-147-9).
- Archives des ligues allemandes depuis 1903
- Base de données du football allemand
- Site de la Fédération allemande de football